# Geoquímica de isótopos

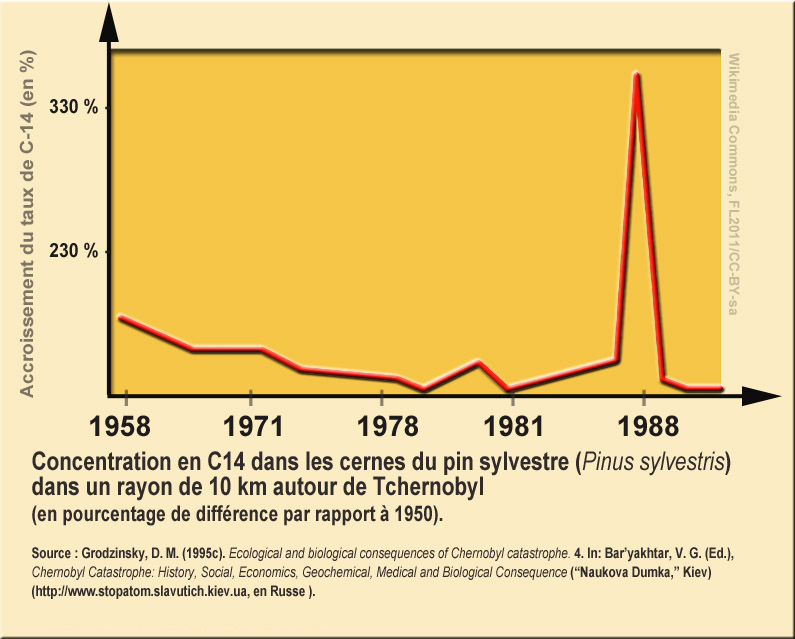
Evolución del contenido relativo de carbono 14 (en comparación con los niveles registrados en 1950) en los anillos de madera (pino silvestre) en un radio de 10 km alrededor de la central nuclear de Chernóbil. El pico de la derecha corresponde a la emisión de carbono 14 a la atmósfera durante el accidente nuclear de Chernóbil.

La geoquímica de isótopos, también llamada geoquímica isotópica, es un aspecto de la geología basado en el estudio de las concentraciones relativas y absolutas de los elementos y de sus isótopos en la Tierra que, además, está dedicada al estudio de la variación de la composición isotópica en materiales naturales.